# Góra Jeleniowska
Góra Jeleniowska – szczyt (533 m n.p.m.) znajdujący się w zachodniej części Pasma Jeleniowskiego, Gór Świętokrzyskich.
Położony w Jeleniowskim Parku Krajobrazowym.
Po zniszczeniu świątyni słowiańskiej na Łysej Górze przeniósł się tutaj nieformalny wówczas ośrodek kultu pogańskiego, który z biegiem czasu zanikł.
Przez Górę Jeleniowską przechodzi  Główny Szlak Świętokrzyski im. Edmunda Massalskiego z Gołoszyc do Kuźniaków.
W połowie zejścia czerwonym szlakiem w kierunku Paprocic znajduje się Rezerwat przyrody Góra Jeleniowska obejmujący urokliwe wychodnie skalne (około 100 metrów na południe od czerwonego szlaku). 